# Роберт Фрідль
Роберт Фрідль (нім. Robert Friedl) — австрійській футболіст, що грав на позиції воротаря. У вищому австрійському дивізіоні виступав у складі клубів ВАК і «Ферст Вієнна».

## Кар'єра гравця
Дебютував у вищому дивізіоні чемпіонату Австрії у складі клубу «Вінер АК» у сезоні 1920/21, зігравши 2 матчі. Команда посіла останнє місце і вилетіла у другий дивізіон. Через рік команда повернулась, але також одразу вилетіла. На рахунку Фрідля 23 матчі з 24 можливих у сезоні 1922/23. Закріпитись у вищому дивізіоні ВАК зумів починаючи з сезону 1924/25. Конкурентом Фрідля у складі був Фердинанд Фейгль, колишній воротар збірної Австрії. На рахунку Роберта 10 матчів у 1925 році, 8 ігор у 1926 році і 7 поєдинків у 1927 році. Сезон 1927/28 років Фрідль розпочав у основі клубу ВАК, але під час чемпіонату в клубі з'явився молодий талант Рудольф Гіден, майбутня зірка австрійського і європейського футболу. Гіден міцно закріпився в складі, посадивши досвідченого конкурента в запас.
У сезоні 1928/29 Фрідль виступав у команді «Ферст Вієнна», але й тут не був гравцем основи, програючи конкуренцію Карлу Горешовському. За два роки Роберт зіграв 4 матчі у чемпіонаті, по два у кожному з сезонів. У 1930 році став третім призером чемпіонату, взявши участь у двох матчах першості. Також клуб два роки поспіль завойовував кубок Австрії, хоча Роберт жодного матчу у цих кубкових розіграшах не зіграв. У 1929 році Фрідль виступав у складі «Вієнни» у двох матчах кубка Мітропи. У півфіналі австрійська команда поступилась за сумою двох матчів чехословацькій «Славії» — 3:2, 2:4.

## Статистика

### Статистика виступів у кубку Мітропи
| №                      | Розіграш               | Стадія                 | Дата та місце проведення | Команда 1              | Рахунок | Команда 2      | Голи |
| ---------------------- | ---------------------- | ---------------------- | ------------------------ | ---------------------- | ------- | -------------- | ---- |
| 1                      | 1929                   | 1/2                    | 18.08.1929 Відень        | Ферст Вієнна           | 3:2     | Славія (Прага) |      |
| 2                      | 1929                   | 1/2                    | 28.08.1929 Прага         | Славія (Прага)         | 4:2     | Ферст Вієнна   |      |
| Всього у кубку Мітропи | Всього у кубку Мітропи | Всього у кубку Мітропи | Всього у кубку Мітропи   | Всього у кубку Мітропи | 2       |                | 0    |